# Omanosaura
Omanosaura este un gen de șopârle din familia Lacertidae.

Cladograma conform Catalogue of Life:
| Omanosaura | \| \| Omanosaura cyanura \| \| \| \| \| \| Omanosaura jayakari \| \| \| \| |
|            | \| \| Omanosaura cyanura \| \| \| \| \| \| Omanosaura jayakari \| \| \| \| |
|            | Omanosaura cyanura                                                         |
|            |                                                                            |
|            | Omanosaura jayakari                                                        |
|            |                                                                            |